# Edifício Manchete
O Edifício Manchete é um edifício da cidade do Rio de Janeiro, no Brasil. Projetado pelo arquiteto Oscar Niemeyer em estilo modernista, foi terminado em 1965. Era a sede da Rede Manchete, da Revista Manchete e de todos os veículos cariocas da Bloch Editores. O prédio está localizado na Rua do Russel, número 804, no bairro da Glória.
Tinha duas entradas separadas: uma para a Revista Manchete e outras publicações impressas da Bloch Editores e outra entrada para Rádio Manchete e para a Rede Manchete de Televisão. O Edifício Manchete tinha um '''M''' gigante, que estava no topo do prédio. O '''M''' gigante também servia de base no topo de outras sedes, onde a Rede Manchete de Televisão tinha suas emissoras próprias, como em São Paulo, Belo Horizonte, Recife e Fortaleza.

## Pós-Bloch
O edifício foi desativado, desocupado e lacrado por conta da falência da Bloch Editores, decretada em agosto de 2000. Em 2004, um grupo empresarial comprou o edifício em um leilão da massa falida da Bloch e retirou os letreiros do edifício. Em abril de 2010, a BR Properties, empresa controlada pela GP Investimentos, comprou o prédio por R$ 260 000 000 de reais. O objetivo da BR Properties era fazer a reforma do edifício de 27 000 metros quadrados. Em outubro de 2011, a BR Properties fez a locação parcial do edifício para a petrolífera Statoil Brasil com um prazo de 120 meses.

## Teatro Adolpho Bloch
O Teatro Manchete, que passou anos fechado, recebeu patrocínio da seguradora Prudential para reabrir suas portas e também da Rede D'or São Luiz, porém em parcela menor. O local recebeu o nome de Teatro Prudential - Sala Adolpho Bloch em homenagem ao fundador da Rede Manchete. O espaço tem 359 lugares, com um palco de 140 metros quadrados.